# Багінський Петро Іванович
Петро Іванович Багінський (1884, Київська губернія — ?) — радянський діяч, залізничник, голова дорпрофсожу Катериненської залізниці, відповідальний секретар Центрального правління Всеукраїнської профспілки залізничників. Член ВУЦВК.

## Життєпис
У 1898—1903 роках працював слюсарем на Лебединському цукровому заводі. У 1903—1920 роках — помічник машиніста на станції Бобровиця Південно-Західної залізниці.
З 1917 по 1919 рік перебував у Партії соціалістів-революціонерів. 
Член РКП(б) з 1919 року.
У 1921—1924 роках працював заступником голови дорожнього відділення профспілки робітників-залізничників (дорпрофсожу) Південно-Західної залізниці.
У 1924—1926 роках —  відповідальний секретар Центрального правління Всеукраїнської профспілки залізничників.
У червні 1926 — жовтні 1928 року — голова дорожнього відділення профспілки робітників-залізничників (дорпрофсожу) Катерининської залізниці.
З жовтня 1928 по серпень 1929 року — завідувач відділу ЦК профспілки залізничників.
З серпня 1929 року працював на підприємствах міста Дніпропетровська. Подальша доля невідома.